# Ferdinando Di Stefano
Ferdinando Di Stefano (Milano, 21 giugno 1940 – Taranto, 15 febbraio 2019) è stato un calciatore italiano, di ruolo attaccante.

## Carriera
Debutta in Serie D con la Solbiatese nel 1959 ed in seguito disputa alcuni campionati di Serie C con Anconitana, Pisa e Torres.
Nel 1966 passa al Modena dove disputa due campionati di Serie B, e nel 1968 si trasferisce al Taranto, dove vince il campionato di Serie C 1968-1969 e gioca per altre due stagioni in Serie B, terminando la carriera da professionista nel 1971.

## Palmarès

### Club

#### Competizioni nazionali
- Serie C: 1

Taranto: 1968-1969